# Paul Pierce
Pour les articles homonymes, voir Pierce.
Paul Pierce, surnommé The Truth, né le 13 octobre 1977 à Oakland en Californie, est un joueur américain de basket-ball évoluant aux postes d'ailier et d'arrière.
Il joue pendant 15 saisons pour les Celtics de Boston, qui l'ont choisi en dixième position de la draft 1998 de la NBA. Il est sélectionné dix fois au All-Star Game, fait partie quatre fois de l'équipe All-NBA, et est également capitaine de l'équipe de Boston pour les finales de la NBA en 2008 qu'il remporte et dont il est nommé MVP et 2010 perdue face aux Lakers.
Pierce est également l'un des trois seuls joueurs des Celtics, aux côtés de Larry Bird et John Havlicek, qui ont marqué plus de 20 000 points dans leur carrière dans le même club. Il détient le record des Celtics pour les paniers à trois points marqués. Il se classe également deuxième de l'équipe pour les points marqués, troisième pour les matchs disputés, cinquième au chapitre des passes au total et septième au total de rebonds.

## Biographie

### Jeunesse
Paul Pierce est né le 13 octobre 1977 à Oakland en Californie. Sa mère, Lorraine Hosey, déménage avec sa famille à Los Angeles quelque temps après. Paul n'a jamais connu son père. Lorraine est une mère célibataire qui travaille en soins infirmiers pour élever Paul et ses deux demi-frères, Jamal et Steve. Il grandit à Inglewood banlieue de Los Angeles. Sa mère aime la structure du sport et encourage ses garçons à jouer à tout ce qu'ils veulent. Jamal joue pour Inglewood High School et obtient une bourse d'études au Wyoming. Steve est une vedette du baseball qui est draftée au premier tour par les Giants de San Francisco, lorsque Paul a 12 ans.
Très vite il se passionne pour la grande équipe des Lakers de Los Angeles des années 1980. Il a à peine sept ans lors de la fabuleuse finale 1984 qui a vu la victoire des Celtics de Boston de Larry Bird contre les Lakers de Magic Johnson, ce qui lui fera dire plus tard à lors d'une interview au Los Angeles Daily, :

« C'est le début pour moi, que de regarder les Lakers et les Celtics s'affronter dans la finale. Ce fut comme la naissance du basket-ball pour moi, j'étais un petit enfant. Être juste à la maison de mon oncle, en essayant d'obtenir une place sur le plancher pour les voir malgré la télé si petite, on voulait juste avoir un aperçu de cette finale. »

— Paul Pierce, interview au Los Angeles Daily
Scott Collins, un détective de la police d'Inglewood s'occupant des activités ludiques de la municipalité, le fait participer à de nombreuses activités, comme le volley-ball, le bowling. Paul Pierce se montre très bon athlète.

### Années au lycée
Quand il entre à Inglewood High School, il est considéré, selon toutes les apparences, comme un joueur de basket-ball moyen. Ses compétences sont évidentes, mais il lui manque la taille et la force qui en général offrent une perspective au lycée, et il est écarté de l'équipe du lycée en tant que recrue.
Il joue quatre ans et il devient le meilleur joueur du lycée. Pendant ses années de lycée, Pierce a été appelé à participer en 1995 au ESPN Field All-American slam dunk competition encore appelée McDonald's All-American Team, qui est un grand concours de dunks rassemblant les meilleurs 'prospects' lycéens du pays, ses adversaires ont pour nom, entre autres : Kevin Garnett, Stephon Marbury, Antawn Jamison et Vince Carter. Il perd le concours de dunks face à Vince Carter.
Le 31 janvier 2012, il est honoré comme un des 35 plus grands joueurs du McDonald's All-American Team. Il y retrouve deux de ses adversaires de 1995, Kevin Garnett et Vince Carter, ainsi que son ancien entraîneur des Celtics de Boston et actuellement entraîneur des Bucks de Milwaukee, Doc Rivers.

## Carrière universitaire
Paul Pierce joue trois ans en National Collegiate Athletic Association (NCAA) avec l'équipe Jayhawks, de l'université du Kansas qui évolue au sein de la Big 12 Conference. Durant son cursus, il obtient une moyenne de 16,4 points et 6,3 rebonds par match.
Sa première saison, en 1995-1996, se termine sur un bilan de 29 victoires pour 5 défaites. Les Jayhawks remportent le championnat de la Big 8 Conférence mais ils sont battus par les Cyclones d'Iowa State en finale du tournoi de la conférence sur le score de 56 à 55. Les Jayhawks disputent ensuite le tournoi final 1996 de la NCAA, tournoi qui se termine en finale régionale, aussi nommée Elite Eight, face à l'Orange de Syracuse. Les statistiques de Pierce lors de sa première saison NCAA sont de 11,9 points, 5,3 rebonds, 1,8 passe et 1,3 interception.
Lors de la saison suivante, il forme avec deux joueurs sélectionnés lors de la draft 1997 Jacque Vaughn et Scot Pollard (qui jouera à Boston en 2007-2008) et le joueur de troisième année Raef LaFrentz (qui jouera à Boston de 2003 à 2006), une équipe qui figure selon des spécialistes du basket-ball universitaire comme l'une des meilleures de l'histoire. Finissant première au niveau national pour la première fois de l'histoire de l'école, cette équipe ne concède que deux défaites sur cette saison, face aux Tigers du Missouri mais surtout une défaite en demi-finale régionale du tournoi NCAA, Sweet sixteen, face aux Wildcats de l'Arizona, futurs vainqueurs du championnat. Les Jayhawks remportent ainsi le titre de conférence et le tournoi de la conférence, Big 12 Tournament, dont Pierce est désigné MVP. Toutefois, alors que beaucoup de supporters estiment que Paul Pierce est le meilleur joueur de l'équipe, c'est LaFrentz qui reçoit les distinctions individuelles les plus importantes avec une place dans le premier cinq Consensus All-America, Jacque Vaughn étant pour sa part nommé dans le deuxième cinq. LaFrentz est de plus désigné joueur de l'année de la conférence Big 12, Big 12 Conference Player of the Year.
En 1998, ils sont défaits au second tour par les Rams de Rhode Island du tournoi NCAA. Pierce est encore nommé MVP du tournoi de la conférence. Lors de cette saison il termine premier de sa conférence (et cinquième au niveau national) pour les paniers réussis (287), les paniers tentés (559) et le nombre de points marqués (777) mais également deuxième de la conférence pour les lancers francs réussis (163) et tentés (221), le tout en 38 matchs joués. LaFrentz et Pierce figurent dans le premier cinq Consensus All-America.

## Carrière professionnelle

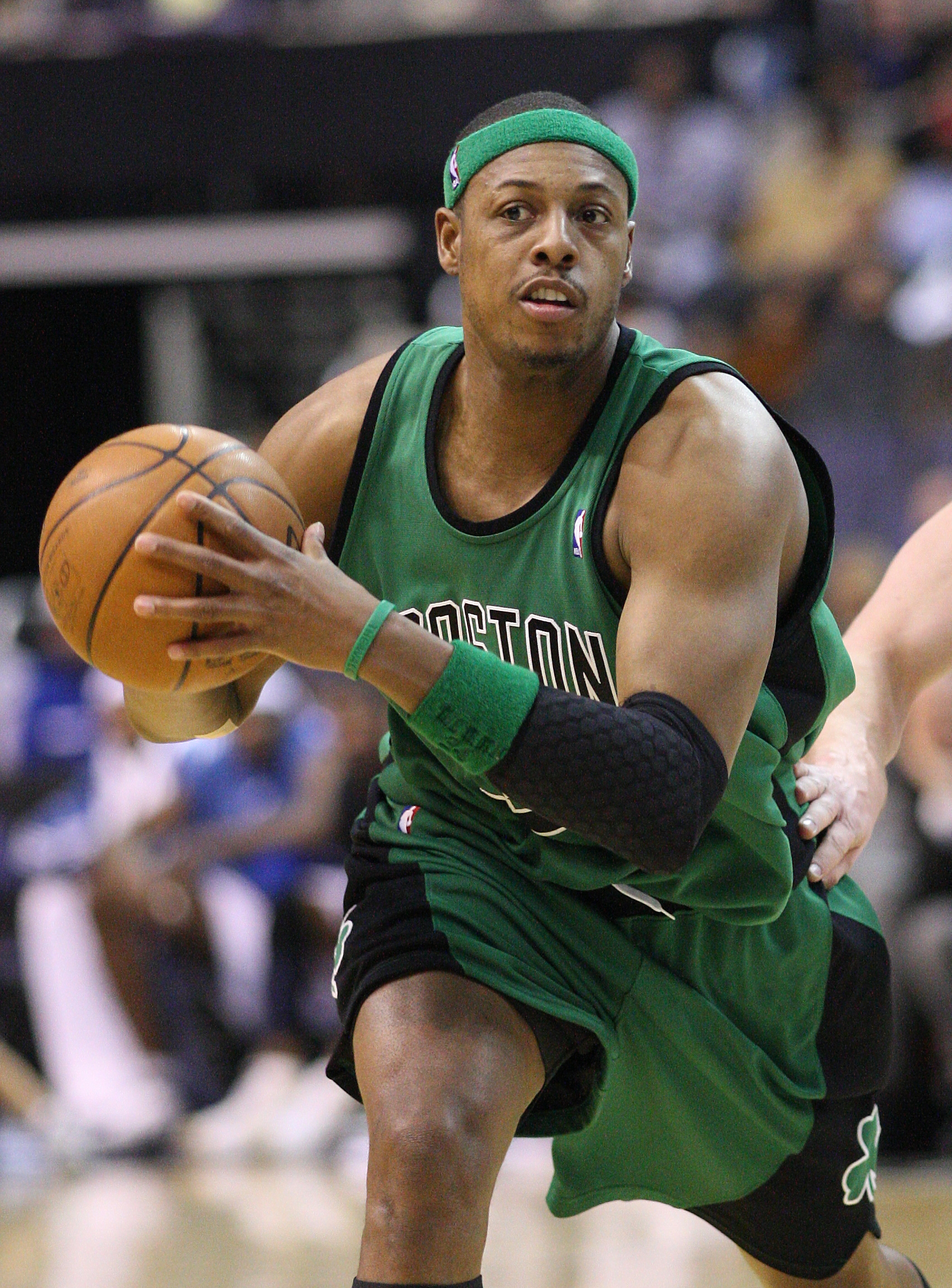
Avec les Celtics en 2008

Lors de la Draft 1998 de la NBA, Pierce est bizarrement boudé par les premières équipes à choisir. C'est ainsi que la star en devenir est choisie en dixième position par les Celtics de Boston, plutôt en manque d'intérieurs mais conscients du talent du joueur. Ironiquement, ce fan de toujours des Lakers se retrouve chez leur ennemi intime où il s'illustre rapidement par sa capacité à marquer, prendre des rebonds et par son sang-froid dans le quatrième quart-temps. À l'aube de sa troisième saison en NBA, il est poignardé à 11 reprises au visage, au cou et dans le dos à la sortie d'une boîte de nuit. Seule l'épaisseur de sa veste en cuir lui sauve la vie. Cela ne l'empêche néanmoins pas d'être le seul de son équipe à disputer les 82 matches de la saison régulière et de s'imposer comme l'un des meilleurs joueurs de la NBA avec près de 24 points de moyenne par match sur l'ensemble de sa carrière. À ce titre, il est sélectionné pour disputer le championnat du monde en 2002, où il est l'un des rares à faire bonne figure, alors que l'équipe nationale des États-Unis termine seulement sixième et subit trois revers en neuf matchs.
En 2002, il acquiert le statut de All-Star, et porte son équipe jusqu'en finale de conférence. Depuis le départ d'Antoine Walker, joueur drafté peu avant lui et second grand espoir de l'équipe, il doit assumer seul le statut de franchise player. Même si son équipe ne se qualifie pas pour les play-offs, il effectue une saison 2005-2006 individuellement excellente, où il a su encadrer les jeunes joueurs de l'équipe tout en élargissant son influence dans le secteur offensif et sous les panneaux (26,8 points, 6,7 rebonds et 4,8 passes, soit la meilleure performance de son équipe dans les trois secteurs).
La saison 2006-2007 fait office de saison noire pour Pierce et les Celtics (24 victoires et 68 défaites, avant-derniers de la ligue et « seulement » le 5e choix de draft). Une vilaine blessure au pied droit éloigne le joueur des parquets durant la moitié de la saison. C'est pourquoi les arrivées de Ray Allen, Kevin Garnett et du collectif renforcé des Celtics à l'aube de la saison 2007-2008 sonnent comme une renaissance pour Pierce qui se retrouve alors à la tête d'une réelle armada. Les Celtics remportent le titre en 2008. Rôle qu'il assume parfaitement et qui le ramène vers une sélection dans la All-NBA Third Team, honneur qu'il n'avait pas connu depuis 2003, un premier titre NBA et un titre de MVP des Finals en 2008.
Âgé de 33 ans, Paul Pierce resigne un contrat de 3 ans plus une année en option pour 61 millions de dollars avec les Celtics en 2010.
Le 3 novembre 2010 face aux Bucks de Milwaukee il inscrit 28 points et dépasse les 20 000 unités avec la même franchise, rejoignant Larry Bird et John Havlicek dans l'histoire des Boston Celtics. Il est le trente-sixième joueur à réaliser cette performance.

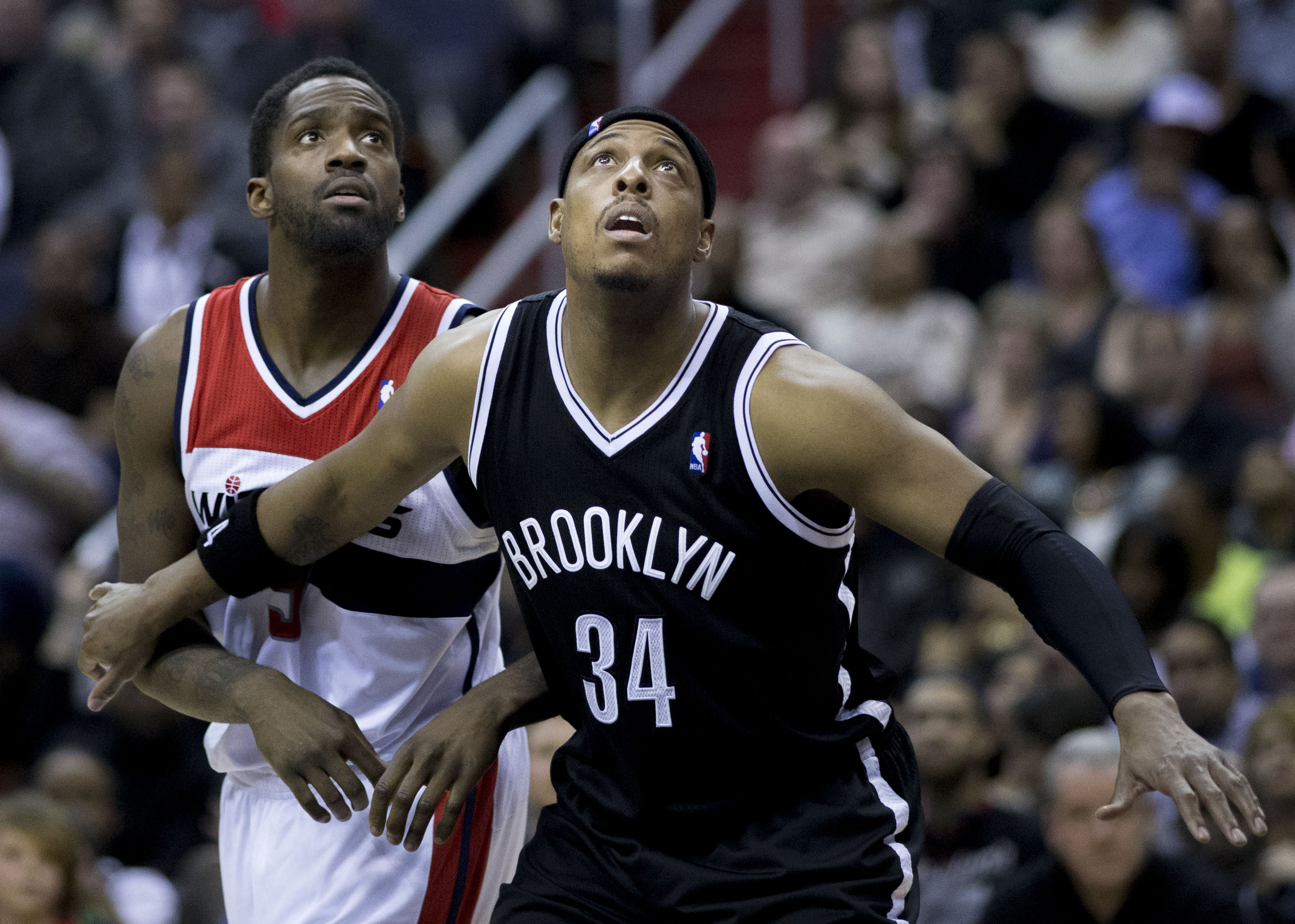
Paul Pierce (à droite) contre les Wizards en mars 2014

Le 7 février 2012, Paul Pierce devient le deuxième meilleur marqueur de l'histoire des Celtics en dépassant le total de 21 791 points réalisés par Larry Bird grâce à un tir à trois points : la première place est détenue par John Havlicek avec 26 395 points.
Pendant que la Draft 2013 de la NBA s'effectue, Paul Pierce après avoir passé 15 ans chez les Celtics signe chez les Nets de Brooklyn via un échange comprenant aussi son coéquipier Kevin Garnett ; les Celtics récupèrent Kris Humphries, Gerald Wallace, MarShon Brooks et trois premiers tours de draft (2014, 2016 et 2018).
Le 13 juillet 2014, Paul Pierce signe un contrat sur 2 ans plus une en option pour 11 millions de dollars avec les Wizards de Washington. De manière assez originale, il annonce son transfert sur le réseau social Twitter par "Obama, J Wall here I come".
Le 2 juillet, il signe avec les Los Angeles Clippers pour 10 500 000 $ sur 3 ans.
Après un dernier match à domicile avec les Clippers (défaite dans le match 7 en playoffs), il annonce qu'il prend sa retraite à l'âge de 39 ans après avoir signé symboliquement aux Celtics de Boston.
Le 11 février 2018, son numéro est retiré par les Celtics de Boston.

## Palmarès
- Champion NBA en 2008 avec les Celtics de Boston. Les Celtics battent en finale les Lakers de Los Angeles de Kobe Bryant en 6 matchs (4-2). Le 6e match s'est soldé par le score de 131 à 92 pour les Celtics[15]. Le trophée du MVP a été décerné à Paul Pierce pour l'ensemble de sa prestation dans les 6 matchs de la finale. Il a terminé le match 6 avec 17 points et 10 passes décisives[16].

### Personnel

#### NCAA
- Nommé Big Eight Freshman of the Year en 1995–96[17].
- MVP du Big 12 Conference Tournament en 1997 et 1998[17].
- Membre du All-Big 12 First Team en 1997–1998.
- NCAA Men's Basketball All-Americans (meilleure équipe NCAA de l'année) : 1998.

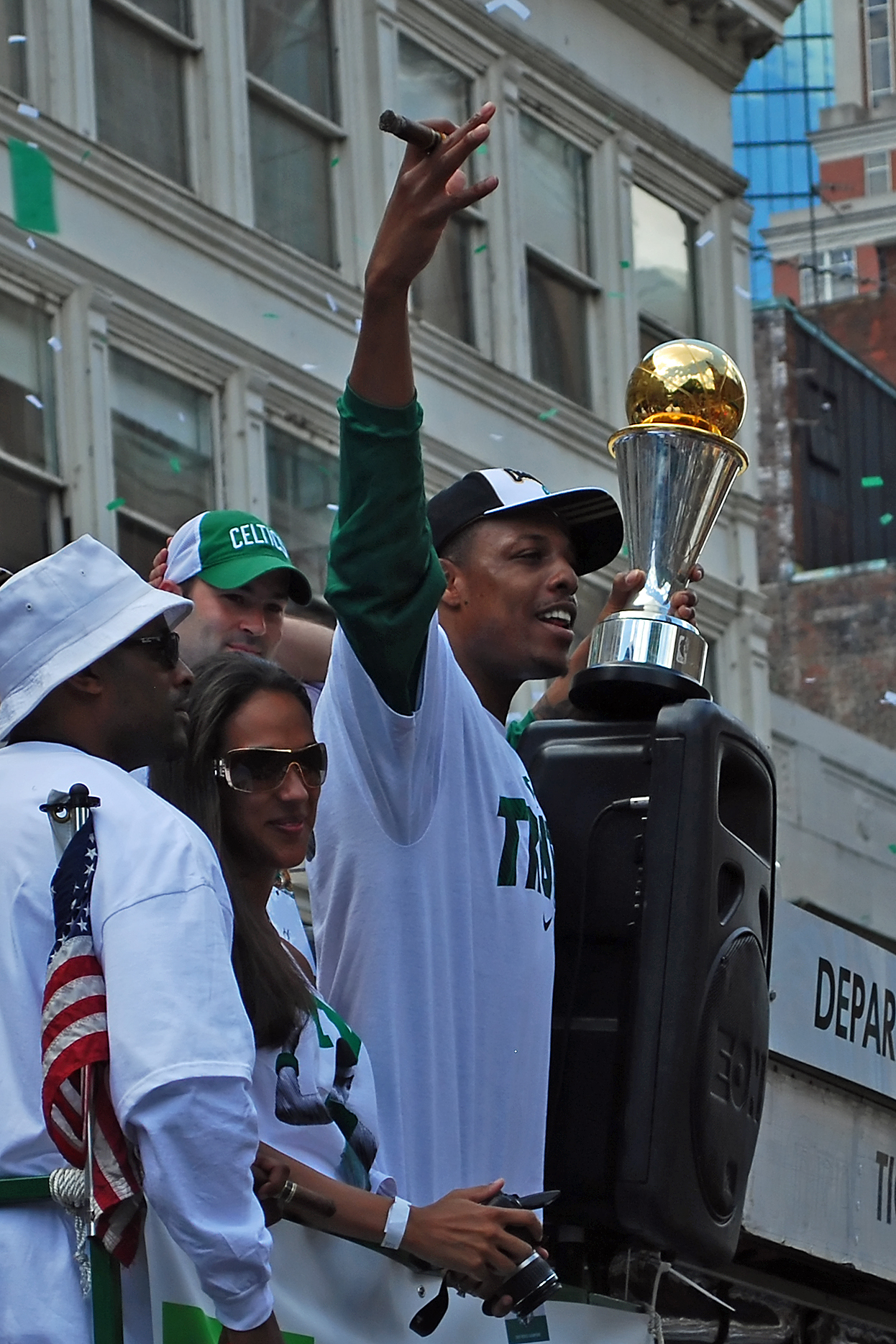
Pierce avec le titre des MVP des finals 2008

#### NBA
- NBA Finals Most Valuable Player Award (meilleur joueur des Finales) en 2008[18] (21,8 points, 6,3 passes, 4,5 rebonds, 1,2 interception en 38,8 minutes pendant les Finales).
- NBA All-Rookie First Team (première équipe-type de rookie, joueurs disputant leur première saison) en 1999[19].
- All-NBA Second Team (deuxième équipe-type de la ligue) en 2009[20].
- All-NBA Third Team (troisième équipe-type de la ligue) en 2002, 2003 et 2008[20].
- 10 sélections au NBA All-Star Game[21] (match opposant les meilleurs joueurs de chaque conférence) en 2005 en tant que titulaire et en 2002, 2003, 2004, 2006, 2008, 2009, 2010, 2011 et 2012.
- Vainqueur du Three-Point Shootout (concours à trois points) lors du NBA All-Star Week-end 2010 à Dallas[22].
- Sélectionné au Rookie Challenge (match opposant les meilleurs joueurs de première année aux joueurs de deuxième année) en 2000[23].
- Joueur NBA ayant marqué le plus de points en 2002 avec 2 144 unités[24].
- Joueur NBA ayant marqué le plus de lancers-francs en 2003 avec 604 unités et en ayant tenté le plus avec 753 unités[25].
- Joueur du mois de la NBA en mars de la saison 2000-2001[26]
- Joueur du mois de la Conférence Est en décembre et avril de la saison 2001-2002 et mars de la saison 2011-2012[26],[note 5].

### Collectif

#### En franchise
- Champion NBA en 2008 avec les Celtics de Boston.
- Champion de la Conférence Est en 2008 et 2010 avec les Celtics de Boston.
- Champion de la Division Atlantique en 2005, 2008, 2009, 2010, 2011 et 2012 avec les Celtics de Boston.

#### En sélection nationale
- Sixième place au championnat du monde 2002 avec la sélection américaine à Indianapolis.

## Statistiques

### Universitaires
Le tableau suivant présente les statistiques individuelles de Paul Pierce pendant sa carrière universitaire.
| S         | U                    | J  | MJPM | PTS   | PPM  | PR  | PT    | %PR    | 3P  | 3PT | %3P    | LfR | LfT | %Lf    | TR  | RPM | PD  | I   | C  | TOV | FP  |
| --------- | -------------------- | -- | ---- | ----- | ---- | --- | ----- | ------ | --- | --- | ------ | --- | --- | ------ | --- | --- | --- | --- | -- | --- | --- |
| 1995-1996 | Université du Kansas | 34 | 25,4 | 404   | 11,9 | 143 | 341   | 41,9 % | 35  | 115 | 30,4 % | 83  | 137 | 60,6 % | 180 | 5,3 | 61  | 44  | 27 | 80  | 82  |
| 1996-1997 | Université du Kansas | 36 | 28,1 | 587   | 16,3 | 215 | 441   | 48,8 % | 33  | 71  | 27,3 % | 124 | 173 | 71,7 % | 243 | 6,8 | 77  | 61  | 28 | 108 | 98  |
| 1997-1998 | Université du Kansas | 38 | 30,4 | 777   | 20,4 | 287 | 559   | 51,3 % | 40  | 116 | 34,5 % | 116 | 163 | 73,8 % | 253 | 6,7 | 98  | 42  | 43 | 110 | 89  |
| Total     | Total                | 68 | 28,1 | 1 768 | 16,4 | 645 | 1 341 | 48,1 % | 108 | 302 | 35,8 % | 370 | 531 | 69,7 % | 676 | 6,3 | 236 | 147 | 98 | 298 | 269 |

### Professionnelles

#### Saison régulière
Légende :
| Champion NBA |

gras = ses meilleures performances
| Année         | Équipe        | Matches | Titul. | Min./m. | %tir | %3pts | %l-f | rbds/m. | pass/m. | int/m. | ctr/m. | pts/m. |
| ------------- | ------------- | ------- | ------ | ------- | ---- | ----- | ---- | ------- | ------- | ------ | ------ | ------ |
| 1998-1999     | Boston        | 48      | 47     | 34,0    | 43,9 | 41,2  | 71,3 | 6,4     | 3,4     | 1,7    | 1,0    | 16,5   |
| 1999-2000     | Boston        | 73      | 72     | 35,4    | 44,2 | 34,3  | 79,8 | 5,4     | 3,0     | 2,1    | 0,8    | 19,5   |
| 2000-2001     | Boston        | 82      | 82     | 38,0    | 45,4 | 38,3  | 74,5 | 6,4     | 3,1     | 1,7    | 0,8    | 25,3   |
| 2001-2002     | Boston        | 82      | 82     | 40,3    | 44,2 | 40,4  | 80,9 | 6,9     | 3,2     | 1,9    | 1,0    | 26,1   |
| 2002-2003     | Boston        | 79      | 79     | 39,2    | 41,6 | 30,2  | 80,2 | 7,3     | 4,4     | 1,8    | 0,8    | 25,9   |
| 2003-2004     | Boston        | 80      | 80     | 38,7    | 40,2 | 29,9  | 81,9 | 6,5     | 5,1     | 1,6    | 0,7    | 23,0   |
| 2004-2005     | Boston        | 82      | 82     | 36,1    | 45,5 | 37,0  | 82,2 | 6,6     | 4,2     | 1,6    | 0,5    | 21,6   |
| 2005-2006     | Boston        | 79      | 79     | 39,0    | 47,1 | 35,4  | 77,2 | 6,7     | 4,7     | 1,4    | 0,4    | 26,8   |
| 2006-2007     | Boston        | 47      | 46     | 37,0    | 43,9 | 38,9  | 79,6 | 5,9     | 4,1     | 1,0    | 0,3    | 25,0   |
| 2007-2008     | Boston        | 80      | 80     | 35,9    | 46,4 | 39,2  | 84,3 | 5,1     | 4,5     | 1,3    | 0,5    | 19,6   |
| 2008-2009     | Boston        | 81      | 81     | 37,5    | 45,7 | 39,1  | 83,0 | 5,6     | 3,6     | 1,0    | 0,3    | 20,5   |
| 2009-2010     | Boston        | 71      | 71     | 34,0    | 47,2 | 41,4  | 85,2 | 4,4     | 3,1     | 1,2    | 0,4    | 18,3   |
| 2010-2011     | Boston        | 80      | 80     | 34,7    | 49,7 | 37,4  | 86,0 | 5,4     | 3,3     | 1,0    | 0,6    | 18,9   |
| 2011-2012     | Boston        | 61      | 61     | 34,0    | 44,3 | 36,6  | 85,2 | 5,2     | 4,5     | 1,1    | 0,4    | 19,4   |
| 2012-2013     | Boston        | 77      | 77     | 33,4    | 43,6 | 38,0  | 78,7 | 6,3     | 4,8     | 1,1    | 0,4    | 18,6   |
| 2013-2014     | Brooklyn      | 75      | 68     | 28,0    | 45,1 | 37,3  | 82,6 | 4,6     | 2,4     | 1,2    | 0,4    | 13,5   |
| 2014-2015     | Washington    | 73      | 73     | 26,2    | 44,7 | 38,9  | 78,1 | 4,0     | 2,0     | 0,6    | 0,3    | 11,9   |
| 2015-2016     | Clippers      |         |        |         |      |       |      |         |         |        |        |        |
| Carrière      | Carrière      | 1250    | 1240   | 35,5    | 44,7 | 37,1  | 80,6 | 5,8     | 3,7     | 1,4    | 0,6    | 20,7   |
| All-Star Game | All-Star Game | 10      | 0      | 13,6    | 45,6 | 18,8  | 72,7 | 2,6     | 1,8     | 1,2    | 0,1    | 9,6    |

Note: *Les saisons 1998-1999 et 2011-2012 ont été réduites respectivement à 50 et 66 matchs en raison d'un Lock out.
Dernière modification le 5 décembre 2015

#### Playoffs
Le tableau suivant présente les statistiques individuelles de Paul Pierce pendant sa carrière professionnelle en playoffs.
| S     | F                  | J   | T   | MJPM | PTS   | PPM  | 2P  | 2PT   | %2P    | 3P  | 3PT | %3P    | LfR | LfT   | %Lf    | TR  | RPM | PDPM | I   | C   | TOV | PF  |
| ----- | ------------------ | --- | --- | ---- | ----- | ---- | --- | ----- | ------ | --- | --- | ------ | --- | ----- | ------ | --- | --- | ---- | --- | --- | --- | --- |
| 2002  | Celtics de Boston  | 16  | 16  | 42,0 | 394   | 24,6 | 92  | 99    | 46,2 % | 30  | 104 | 28,8 % | 120 | 157   | 76,4 % | 137 | 8,6 | 4,1  | 27  | 20  | 61  | 52  |
| 2003  | Celtics de Boston  | 10  | 10  | 44,5 | 271   | 27,1 | 61  | 148   | 41,2 % | 16  | 45  | 35,6 % | 101 | 117   | 86,3 % | 90  | 9,0 | 6,7  | 21  | 8   | 44  | 38  |
| 2004  | Celtics de Boston  | 4   | 4   | 40,5 | 83    | 20,8 | 21  | 59    | 35,6 % | 5   | 17  | 29,4 % | 26  | 31    | 83,9 % | 35  | 8,8 | 2,5  | 5   | 4   | 25  | 12  |
| 2005  | Celtics de Boston  | 7   | 7   | 39,6 | 160   | 22,9 | 40  | 66    | 60,6 % | 7   | 27  | 25,9 % | 59  | 68    | 86,8 % | 54  | 7,7 | 4,6  | 13  | 10  | 19  | 18  |
| 2008  | Celtics de Boston  | 26  | 26  | 38,1 | 511   | 19,7 | 120 | 251   | 47,8 % | 43  | 119 | 36,1 % | 142 | 177   | 80,2 % | 129 | 5,0 | 4,6  | 28  | 8   | 82  | 90  |
| 2009  | Celtics de Boston  | 14  | 14  | 39,7 | 294   | 21,0 | 76  | 164   | 46,3 % | 19  | 57  | 33,3 % | 85  | 101   | 84,2 % | 81  | 5,8 | 3,1  | 15  | 5   | 33  | 44  |
| 2010  | Celtics de Boston  | 24  | 24  | 38,8 | 451   | 18,8 | 107 | 234   | 45,7 % | 40  | 102 | 39,2 % | 117 | 142   | 82,4 % | 143 | 6,0 | 3,4  | 24  | 14  | 64  | 80  |
| 2011  | Celtics de Boston  | 9   | 9   | 38,1 | 187   | 20,8 | 47  | 101   | 45,9 % | 21  | 47  | 44,7 % | 30  | 34    | 88,2 % | 45  | 5,0 | 2,8  | 12  | 4   | 24  | 30  |
| 2012  | Celtics de Boston  | 20  | 20  | 38,9 | 377   | 18,9 | 93  | 224   | 41,5 % | 27  | 87  | 31,0 % | 110 | 123   | 89,4 % | 121 | 6,0 | 3,1  | 30  | 18  | 56  | 68  |
| 2013  | Celtics de Boston  | 6   | 6   | 42,5 | 115   | 19,2 | 28  | 65    | 43,1 % | 11  | 41  | 26,8 % | 26  | 29    | 89,7 % | 34  | 5,7 | 5,3  | 5   | 3   | 32  | 21  |
| 2014  | Nets de Brooklyn   | 12  | 12  | 30,7 | 164   | 13,7 | 41  | 76    | 53,9 % | 19  | 53  | 35,8 % | 25  | 32    | 78,1 % | 54  | 4,5 | 2,0  | 14  | 4   | 20  | 44  |
| 2015  | Washington Wizards | 10  | 10  | 29,8 | 146   | 14,6 | 15  | 36    | 41,7 % | 33  | 63  | 52,4 % | 17  | 20    | 85,0 % | 42  | 4,2 | 0,9  | 6   | 7   | 10  | 33  |
| Total | Total              | 158 | 158 | 38,4 | 3 153 | 20,0 | 741 | 1 623 | 45,7 % | 271 | 762 | 35,6 % | 858 | 1 031 | 83,2 % | 965 | 6,1 | 3,6  | 200 | 105 | 470 | 530 |

Note : Playoffs 2015 terminés (dernière modification au 6 décembre 2015).

## Records en NBA

### Records sur une rencontre
Les records personnels de Paul Pierce en NBA sont les suivants, :
| Record de la franchise |

| Type de statistique        | Saison régulière | Saison régulière                             | Saison régulière  | Playoffs | Playoffs                | Playoffs      |
| Type de statistique        | Record           | Adversaire                                   | Date              | Record   | Adversaire              | Date          |
| -------------------------- | ---------------- | -------------------------------------------- | ----------------- | -------- | ----------------------- | ------------- |
| Points                     | 50               | Cavaliers de Cleveland                       | 15 février 2006   | 46       | 76ers de Philadelphie   | 3 mai 2002    |
| Paniers marqués            | 17               | Cavaliers de Cleveland                       | 15 février 2006   | 16       | 76ers de Philadelphie   | 3 mai 2002    |
| Paniers tentés             | 36               | Cavaliers de Cleveland                       | 15 février 2006   | 26       | @ Hawks d'Atlanta       | 1er mai 2012  |
| Paniers à 3 points réussis | 8                | SuperSonics de Seattle                       | 9 novembre 2001   | 8        | 76ers de Philadelphie   | 3 mai 2002    |
| Paniers à 3 points tentés  | 14               | 2 fois                                       | 2 fois            | 10       | 3 fois                  | 3 fois        |
| Lancers francs réussis     | 20               | @ Knicks de New York                         | 2 novembre 2002   | 21       | @ Pacers de l'Indiana   | 19 avril 2003 |
| Lancers francs tentés      | 24               | 2 fois                                       | 2 fois            | 21       | @ Pacers de l'Indiana   | 19 avril 2003 |
| Rebonds offensifs          | 9                | 76ers de Philadelphie                        | 9 avril 1999      | 5        | @ 76ers de Philadelphie | 16 mai 2012   |
| Rebonds défensifs          | 18               | Hornets de La Nouvelle-Orléans/Oklahoma City | 1er novembre 2006 | 15       | Pistons de Détroit      | 12 mai 2002   |
| Rebonds totaux             | 19               | Hornets de La Nouvelle-Orléans/Oklahoma City | 1er novembre 2006 | 17       | Pistons de Détroit      | 12 mai 2002   |
| Passes décisives           | 14               | 2 fois                                       | 2 fois            | 11       | @ Nets du New Jersey    | 7 mai 2003    |
| Interceptions              | 9                | Heat de Miami                                | 3 décembre 1999   | 5        | 2 fois                  | 2 fois        |
| Contres                    | 5                | Cavaliers de Cleveland                       | 19 décembre 2001  | 5        | @ Pacers de l'Indiana   | 30 avril 2005 |
| Balles perdues             | 12               | Bobcats de Charlotte                         | 8 novembre 2006   | 8        | 3 fois                  | 3 fois        |
| Minutes jouées             | 54               | Cavaliers de Cleveland                       | 15 février 2006   | 54       | Nets du New Jersey      | 12 mai 2003   |

- Double-double : 183 (dont 24 en playoffs)
- Triple-double : 10 (dont 1 en playoffs)

### Records de la franchise
- Seul joueur de l'histoire des Celtics à avoir marqué au moins 30 points pendant 7 matchs consécutifs (du 24 février au 8 mars 2006).
- Meilleur marqueur au cours d'un match au TD Garden: 50[note 6](15 février 2006, contre les Cavaliers de Cleveland).
- Meilleur marqueur au cours d'une mi-temps (prolongations incluses) : 46 (1er décembre 2001, deuxième mi-temps contre les Nets du New Jersey).
- Meilleur marqueur au cours d'une mi-temps (en playoffs): 32 (Match 4, 2003 Premier tour de Conférence Est contre les Pacers de l'Indiana)[31].
- Plus grand nombre de 3 points réussis: 1 676[32].
- Plus grand nombre de 3 points tentés : 4 544[32].
- Plus grand nombre de lancers-francs réussis: 6 101[32].
- Plus grand nombre de lancers-francs tentés : 7 676[32].
- Plus grand nombre de lancers-francs réussis en un match: 20 (2 novembre 2002 contre les Knicks de New York).
- Plus grand nombre de lancers-francs réussis en une mi-temps : 15 (1er mars 2006 contre le Heat de Miami)[33].
- Plus grand nombre de lancers-francs réussis en une saison : 627 (2005–2006, battant son propre record de 604 réalisé en 2002–2003)[34].
- Plus grand nombre de lancers-francs tentés en une saison : 812 (2005–2006, battant son propre record de 753 réalisé en 2002–2003)[34].
- Plus grand nombre d'interceptions en un match: 9 (à égalité avec Larry Bird; 3 décembre 1999 contre le Heat de Miami)[33].
- Plus grand nombre de lancers-francs réussis sans en rater un seul en un match (en playoffs) : 21 le 19 avril 2003 lors du match 1 du premier tour de Conférence Est chez les Pacers de l'Indiana[35].
- Meilleure moyenne de points au cours d'un mois : 33,5 PPM (février 2006)[réf. nécessaire]
- Seul joueur de l'histoire des Celtics à avoir terminé leader de la NBA pour le plus de points en une saison : 2 144 points en 2001–2002[note 7].
- Meilleure moyenne de points en carrière : 22,0 points par match, deuxième derrière Larry Bird[32].
- Meilleur marqueur de l'histoire de la franchise : 22 579 deuxième derrière John Havlicek[32].

Note: Joueur en activité, les statistiques sont à jour après les matchs du 25 avril 2012.

## Salaires
| Année       | Équipe                | Salaire       |
| ----------- | --------------------- | ------------- |
| 1998-1999   | Celtics de Boston     | 1 165 000 $   |
| 1999-2000   | Celtics de Boston     | 1 503 960 $   |
| 2000-2001   | Celtics de Boston     | 1 608 840 $   |
| 2001-2002   | Celtics de Boston     | 2 051 271 $   |
| 2002-2003   | Celtics de Boston     | 10 067 750 $  |
| 2003-2004   | Celtics de Boston     | 11 326 219 $  |
| 2004-2005   | Celtics de Boston     | 12 584 688 $  |
| 2005-2006   | Celtics de Boston     | 13 843 156 $  |
| 2006-2007   | Celtics de Boston     | 15 101 625 $  |
| 2007-2008   | Celtics de Boston     | 16 360 094 $  |
| 2008-2009   | Celtics de Boston     | 18 077 903 $  |
| 2009-2010   | Celtics de Boston     | 19 795 712 $  |
| 2010-2011   | Celtics de Boston     | 13 876 321 $  |
| 2011-2012   | Celtics de Boston     | 15 333 334 $  |
| 2012-2013   | Celtics de Boston     | 16 790 345 $  |
| 2013-2014   | Nets de Brooklyn      | 15 333 334 $  |
| 2014-2015*  | Wizards de Washington | 5 500 000 $   |
| Total Gains | Total Gains           | 190 319 552 $ |
| 2015-2016   | Wizards de Washington | 5 500 000 $   |

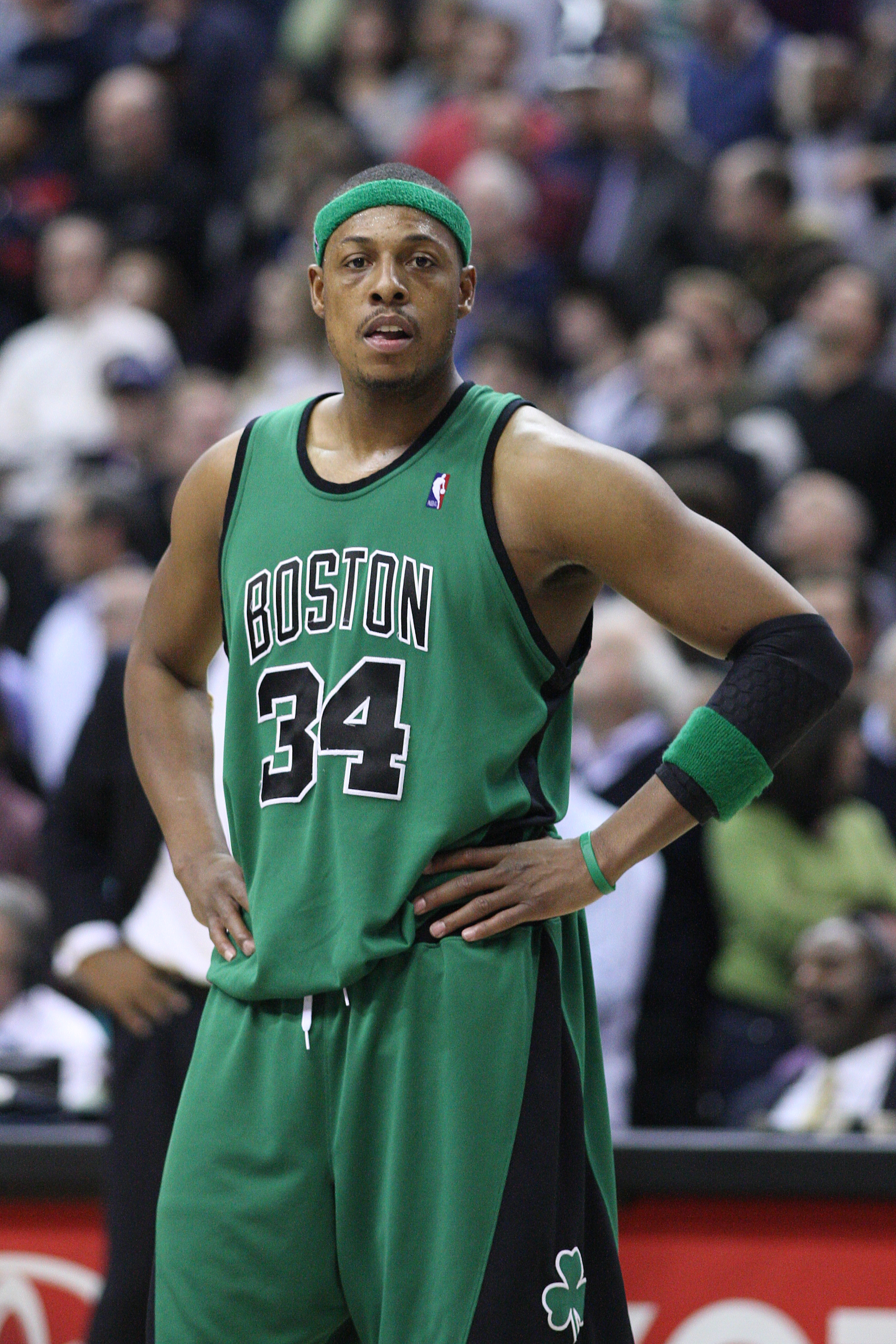
Paul Pierce en janvier 2008.

Note : * Pour la saison 2014-2015, le salaire moyen d'un joueur évoluant en NBA est de 4 500 000 $.

## Autres activités
- Il a fait une apparition au cinéma dans le film Maxi papa (The Game Plan en version originale)
- En 2002, il fonde une association caritative, The Truth Fund, qui aide les enfants défavorisés à démarrer dans la vie.

En 2021, Paul Pierce reçoit 15 billions ({\displaystyle 10^{12}}) de tokens de la cryptomonnaie de la société EthereumMax dans le but d'en faire la promotion sur les réseaux sociaux. D'autres personnalités sont aussi impliquées dans cette opération publicitaire, comme Logan Paul, Kim Kardashian, ou Floyd Mayweather. La cryptomonnaie s'apprécie rapidement après l'opération publicitaire et l'achat de tokens par des investisseurs mais son taux de change face au dollar s'effondre peu après et les investisseurs perdent donc tout leur investissement. Certains portent plainte devant la Securities and Exchange Commission contre les célébrités ayant fait la promotion de la cryptomonnaie, leur reprochant une « manipulation de marché » via la technique de pump and dump et d'avoir caché leurs liens financiers avec la société EthereumMax. Il est condamné en février 2023 pour ne pas avoir mentionné qu'il était payé pour promouvoir les tokens et pour communication financière trompeuse à payer une amende de 1,1 million de dollars et à rembourser 240 000 dollars. Pierce ne nie, ni n'admet avoir violé les lois fédérale sur les titres,,.

## Pour approfondir